# أنطون أرمسترونغ
أنطون أرمسترونغ (بالإنجليزية: Anton Armstrong)‏ هو موزع أمريكي، ولد في 26 أبريل 1956.